# 1. Gebirgsdivision (Bundeswehr)
Die 1. Gebirgsdivision mit Stab in Garmisch-Partenkirchen (als fusioniertes Divisions- und Wehrbereichskommando in der Bayern-Kaserne, München) war die 8. aufgestellte Division des deutschen Heeres. Die Division war die einzige Gebirgsdivision der Bundeswehr, der bei Aufstellung zwei, später nur noch eine Gebirgsjägerbrigade der Gebirgstruppe unterstellt war und zum Kampf in schwierigem und gebirgigem Gelände befähigt. Der Großverband war mit zwei, später sogar drei gepanzerten Großverbänden (Panzergrenadierbrigade 22, Panzerbrigade 24, gepanzerte Heimatschutzbrigade 56) auch zum Kampf im offenen Gelände befähigt und in der Kampfkraft einer mechanisierten Division vergleichbar. Die 1. Gebirgsdivision war in Südbayern stationiert und wurde am 30. September 2001 aufgelöst. Ihr Nachfolger als einziger Gebirgskampf-Großverband ist heute die Gebirgsjägerbrigade 23 in Bad Reichenhall.

## Erkennungszeichen und Verbandsabzeichen

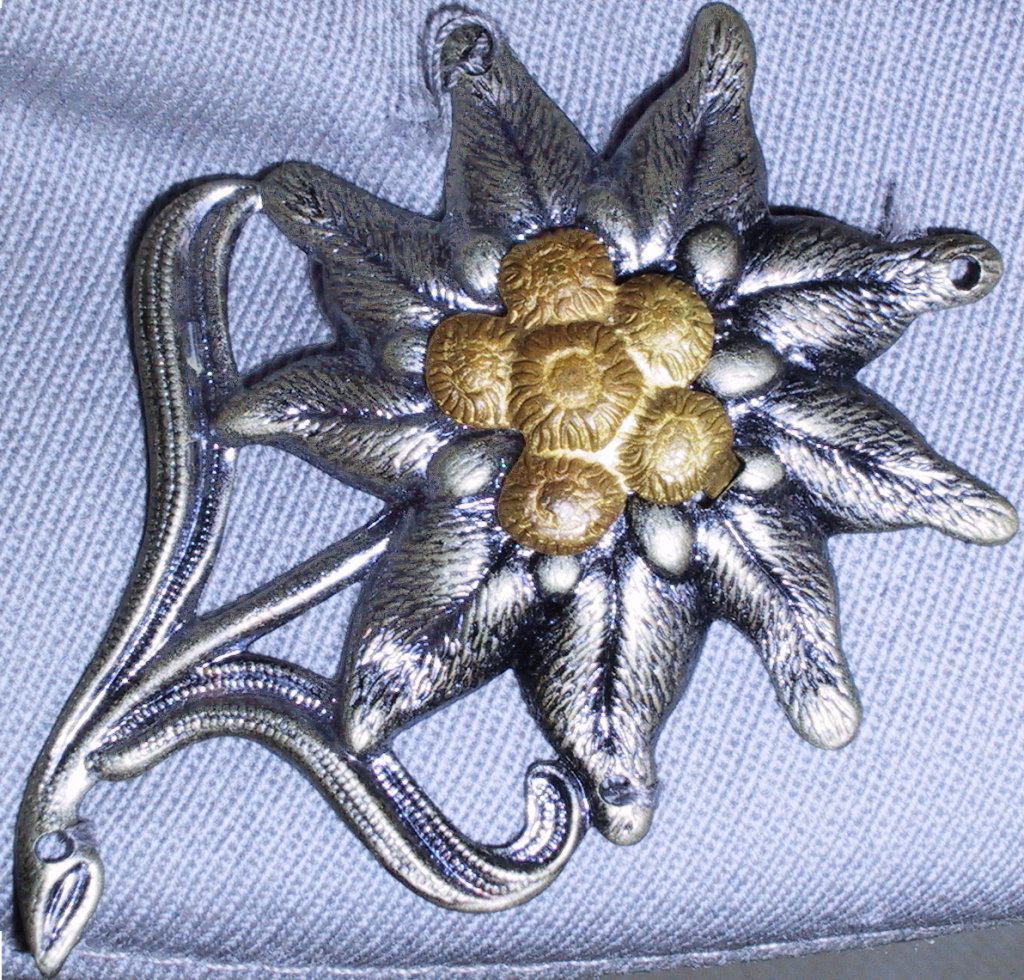
Mützenabzeichen der deutschen Gebirgstruppe

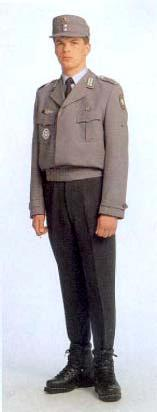
Berganzug mit Bergmütze und Bergschuhen

Die Soldaten trugen als Ärmel- und als Mützenabzeichen das Edelweiß als traditionelles Zeichen der Gebirgstruppen, das zunächst ab 1907 nur den Gebirgstruppen der österreichisch-ungarischen Armee als Waffengattungszeichen diente, im Oktober 1915 aber durch den Kommandierenden General der österreichischen Südwestfront, Erzherzog Eugen von Österreich-Teschen, im Hotel Elefant in Brixen auch dem Deutschen Alpenkorps als Abzeichen in Anerkennung seiner Leistung zur Abwehr der italienischen Offensiven im österreichisch-ungarischen Alpenraum zuerkannt wurde. Im Gegensatz zu anderen Divisionen des Heeres führten sie ein Ovalschild statt eines gotischen Schildes mit dem Edelweiß als Verbandsabzeichen. Gemäß der heraldischen Tradition des Heeres umgab eine silberne Paspelierung mit eingeflochtendem schwarzen Faden das Verbandsabzeichen der Division. Die Brigaden führten das gleiche Abzeichen mit weißer, roter oder gelber Paspelierung, die ebenfalls traditionell die erste, zweite und dritte Brigade einer Division kennzeichnen. Die Uniform dieser Division unterscheidet sich durch die graue Bergmütze sowie durch den als Berganzug anders geschnittenen Dienstanzug von den „normalen“ Bundeswehruniformen. Die Gebirgsjägerbrigade 23 führt diese Tradition fort.

## Geschichte

Verbandsabzeichen der Gebirgsjägerbrigade 22

Verbandszeichen der Gebirgsjägerbrigade 23

Verbandsabzeichen der Panzerbrigade 24

### Heeresstruktur I
Bei Wiederaufstellung deutscher Streitkräfte war auf Grund einer Forderung der NATO ursprünglich vorgesehen, eine Gebirgsbrigade in den Alpen und eine zweite im Bayerischen Wald aufzustellen. Am 19. Juli 1956 wurde in Mittenwald zunächst mit der Aufstellung der Gebirgsbrigade 104 begonnen, die ab 1. Dezember 1956 in die 1. Gebirgsdivision überging. Die Division war dem II. Korps in Ulm unterstellt. Anfänglich unterstanden der Division ein Stab und eine Stabskompanie, die Gebirgs-Kampfgruppe A 8, die Gebirgs-Kampfgruppe B 8, die Heeresfliegerstaffel 8, die Gebirgs-Fernmeldekompanie 8, die Gebirgs-Panzeraufklärungskompanie 8, das Gebirgs-Jägerbataillon 8, das Gebirgs-Jägerbataillon 18, das Gebirgs-Jägerbataillon 28, das Gebirgs-Jägerbataillon 38, das Gebirgs-Artillerieregiment 8 (zunächst Mittenwald bis um 1964, dann Landsberg), das Gebirgs-Panzerjägerbataillon 8, das Gebirgs-Pionierbataillon 8 (Brannenburg), das Gebirgs-Flugabwehrartilleriebataillon 8 (Traunstein), das Gebirgs-Sanitätsbataillon 8 (Kempten), die Gebirgs-Quartiermeisterkompanie 8, die Leichte Gebirgs-Feldzeuginstandsetzungskompanie 8, die Gebirgstragtierkompanie 8, die Gebirgs-Ersatzkompanie 8, und die Gebirgs-Feldjägerkompanie 8. 1958 wurde die Division in die NATO-Befehlsstruktur eingebunden.

### Heeresstruktur II – III
In der Heeresstruktur 2 (1959) wurden die Kampfgruppen ab 1. April 1959 in Brigaden umbenannt. Außerdem wurde eine dritte Brigade neu aufgestellt. Aus der Gebirgs-Kampfgruppe A 8 wurde die Gebirgsjägerbrigade 23, aus der Gebirgs-Kampfgruppe B 8 die Gebirgsjägerbrigade 22. Die neu aufgestellte Brigade war die Panzerbrigade 24. Seit 1960 wurde die Division von Garmisch-Partenkirchen aus kommandiert. Im selben Jahr wurde das Versorgungsbataillon (Geb) 8 in Mittenwald aufgestellt. 1962 folgte das Gebirgspanzerartilleriebataillon 225 in Füssen, 1964 begann die Aufstellung des Gebirgs-Flugabwehrbataillons 8 in Traunstein und 1965 die des Panzerbataillons 234 in Pocking. 1966 wurde die Panzerbrigade 24 in Panzergrenadierbrigade 24 umbenannt.

### Heeresstruktur IV
1981 – im Rahmen der Heeresstruktur 4 – wurde die Panzergrenadierbrigade 24 wieder Panzerbrigade 24 in Landshut und die Gebirgsjägerbrigade 22 wechselte von Mittenwald als Panzergrenadierbrigade 22 nach Murnau am Staffelsee. Die am 19. März 1981 verfügte Umbenennung des Verbandes in „1. (8.) Gebirgsdivision“ entsprechend der einheitlich durchlaufenden Nummerierung aller Divisionen des Heeres wurde auf Betreiben des bayerischen Ministerpräsidenten Franz Josef Strauß bereits am 23. November 1982 rückgängig gemacht. Der 1. Gebirgsdivision unterstanden ab 1981 folgende Verbände und Einheiten:
- Stab/Stabskompanie 1. Gebirgsdivision, Garmisch-Partenkirchen
- Panzergrenadierbrigade 22, Murnau am Staffelsee
- Gebirgsjägerbrigade 23, Bad Reichenhall
- Panzerbrigade 24, Landshut
- Gebirgsartillerieregiment 8, Landsberg am Lech
  -  Gebirgsartilleriebataillon 81, Kempten
  -  Gebirgsraketenartilleriebataillon 82, Landsberg am Lech
  -  Gebirgsbeobachtungsbataillon 83, Landsberg am Lech
  -  Gebirgsartilleriebegleitbatterie 8, Landsberg am Lech
- Gebirgsflugabwehrregiment 8, Traunstein
- Gebirgspanzerbataillon 8, Pocking
- Gebirgspanzeraufklärungsbataillon 8, Freyung
- Gebirgsfernmeldebataillon 8, Murnau am Staffelsee
- Gebirgspionierbataillon 8, Brannenburg
- Gebirgsinstandsetzungsbataillon 8, Sonthofen (2. Kompanie Mittenwald, 3. und 5. Kompanie Landsberg am Lech, 4. Kompanie (bis 1988 als InstKp 760 bei WBK VI) München)
- Gebirgsinstandsetzungsbataillon 83, Regensburg (nicht aktiv)
- Gebirgsnachschubbataillon 8, Mittenwald (1. und 2. Kompanie Mittenwald, 3. Kompanie München)
- Gebirgssanitätsbataillon 8, Kempten
- Gebirgsfeldersatzbataillon 81, Mittenwald (nicht aktiv)
- Gebirgsfeldersatzbataillon 82, Bad Tölz (nicht aktiv)
- Gebirgsfeldersatzbataillon 83, Kempten (Allgäu) (nicht aktiv)
- Gebirgsfeldersatzbataillon 84, Bad Aibling (nicht aktiv)
- Gebirgsfeldersatzbataillon 85, Landshut (nicht aktiv)
- Gebirgsjägerbataillon 86, Landsberg am Lech (nicht aktiv)
- Gebirgsjägerbataillon 87, Bruckmühl (nicht aktiv)
- Gebirgssicherungsbataillon 88, Bad Tölz (nicht aktiv)
- Gebirgsfernmeldelehrkompanie 8, Pöcking
- GebirgsABCAbwehrLehrKompanie 8, Sonthofen
- Gebirgsheeresfliegerstaffel 8, Penzing
- Gebirgsmusikkorps 8, Garmisch-Partenkirchen
- Fernmeldeausbildungskompanie 1/8, Murnau am Staffelsee
- Ausbildungskompanie Stabsdienst/MKF 2/8, Füssen
- Panzeraufklärungsausbildungskompanie 3/8, Freyung
- Instandsetzungsausbildungskompanie 5/8, Bad Reichenhall
- Instandsetzungsausbildungskompanie 6/8, Sonthofen
- Nachschubausbildungskompanie 7/8, Mittenwald
- Gebirgsfeldnachrichtenzug 8, Garmisch-Partenkirchen (nicht aktiv)
  -  Heimatschutzbrigade 56 (Neuburg an der Donau), unterstellt ab 1. Januar 1985 bis zur Auflösung 1993

### Heeresstruktur V – Auflösung
In der Heeresstruktur 5 wurde die Panzergrenadierbrigade 22 1992 aufgelöst. 1994 folgte die Außerdienststellung der Panzerbrigade 24. 1994 verschmolz die Gebirgsdivision mit dem Wehrbereichskommando VI zum Wehrbereichskommando VI/1. Gebirgsdivision. Als fusioniertes Divisions- und Wehrbereichskommando war der Stab in der Bayern-Kaserne, München, untergebracht. Unterstellt waren dann die Gebirgsjägerbrigade 23 in Bad Reichenhall, die Panzerbrigade 36 in Veitshöchheim und die neu aufgestellte Pionierlehrbrigade 60 in Ingolstadt. Bereits 2001 wurde die Fusion rückgängig gemacht. Das Wehrbereichskommando VI blieb erhalten, die 1. Gebirgsdivision wurde jedoch zum 30. September 2001 aufgelöst. Die Truppenteile der Division wurden entweder aufgelöst oder größtenteils der 10. Panzerdivision in Sigmaringen unterstellt.

### Verbleib der Divisionstruppen

#### Gebirgsartillerieregiment 8
Das Gebirgsraketenartilleriebataillon 82, stationiert in Landsberg am Lech in der Ritter-von-Leeb-Kaserne, wurde 1993 komplett aufgelöst. Das Gebirgsbeobachtungsbataillon 83 gehörte ebenfalls zum Artillerie-Regiment 8. Als Gebirgsbeobachtungsartilleriebataillon 83 wurde es 1993 als gemischter Artillerieverband (Landsberg/Lech, Lechrain-Kaserne) im Artillerieregiment 4 mit der Zusammenführung des Gebirgsartilleriebataillons 81 und Gebirgsbeobachtungsbataillons 83 neu aufgestellt. 1996 deaktiviert und ab 1997 als Gebirgsbeobachtungspanzerartilleriebataillon 83 in Hemau als teilaktives Bataillon wiederaufgestellt, 2003 erfolgte der Umzug nach Tauberbischofsheim als Artillerieaufklärungsbataillon 83 (teilaktiv) und wurde zuletzt endgültig 2007 aufgelöst.

#### Gebirgsaufklärungsbataillon 8
Das Bataillon wechselte mit Auflösung der Division 2001 zur 10. Panzerdivision. 2007 wurde es in Aufklärungsbataillon 8 umbenannt und der ebenfalls zur 10. Panzerdivision gehörenden Panzerbrigade 12 in Amberg unterstellt. Nachfolgeverband bei der Gebirgsjägerbrigade 23 wurde das Gebirgsaufklärungsbataillon 230, das in Füssen stationiert ist und aus dem dortigen GebPzArtBtl 225 hervorging.

#### Gebirgsfernmeldebataillon 8
Das Gebirgsfernmeldebataillon 8 übernahm 1994 den Lehrauftrag vom aufgelösten Luftlandefernmeldelehrbataillon 9 (Maxhof bei Starnberg) für die Fernmeldeschule und Fachschule des Heeres für Elektrotechnik in Feldafing. Es wurde in Gebirgsstabs- und Fernmeldelehrbataillon 8 umbenannt und dem (ebenfalls dem WBK VI / 1. GebDiv unterstehenden) Führungsunterstützungsregiment 60 in München unterstellt. Nach Auflösung der 1. Gebirgsdivision wechselte es zum Führungsunterstützungsregiment 70 der Führungsunterstützungsbrigade 2 des II. (GE/US) Korps in Ulm. Aufgrund der Auflösung des II. Korps folgte 2006 der Wechsel zum 2014 aufgelösten Führungsunterstützungsregiment 29 der Streitkräftebasis und damit einhergehend die Umbenennung in Führungsunterstützungsbataillon 293, welches anschließend dem Führungsunterstützungskommando unterstellt wurde. Stationiert ist das Bataillon seit 1966 in  Murnau am Staffelsee in der Werdenfelser Kaserne, wobei es zwischen 1981 und 1994 in der mittlerweile aufgelösten Kemmel-Kaserne untergebracht war.

#### Gebirgspionierbataillon 8
Das Bataillon wurde 1993 der Pionierlehrbrigade 60 unterstellt. Nach deren Auflösung folgte ein Unterstellungswechsel zur Gebirgsjägerbrigade 23. Das Bataillon verlegte nach Ingolstadt.

#### Gebirgsinstandsetzungsbataillon 8
1993 wurde das Bataillon nach Füssen verlegt, die 3. und 5. Kompanie befanden sich in Mittenwald. 1996 wurde das Gebirgsinstandsetzungsbataillon umstrukturiert. Damit befanden sich die 1. und 2. Kompanie im Standort Füssen, die 3. Kompanie im Standort Feldkirchen, die 3./InstBtl 4 in München (Fürst-Wrede-Kaserne) wurde wieder zur 4./GebInstBtl 8 umbenannt. Diese Kompanie ging aus der InstKp  760 hervor, der eigenständigen InstKp des WBK VI aus den 80er Jahren. Die InstAusbildungskompanie 7./GebInstBtl 8 im Standort Hemau wurde zur 6./GebInstBtl 8.
2003 wurde es als Gebirgslogistikbataillon 8 der Gebirgsjägerbrigade 23 unterstellt.
Standorte sind nun Füssen und Mittenwald.

#### Gebirgsinstandsetzungsbataillon 83 (na)
Das Bataillon wurde mit Auflösung der 1. GebDiv aufgelöst.

#### Gebirgsnachschubbataillon 8
Das Bataillon wurde 1994 aufgelöst.

#### Gebirgssanitätsbataillon 8
Das Bataillon wurde im Juli 2003 zum Gebirgssanitätsregiment 42 umgegliedert.

#### Feldersatzbataillone 81–85, Gebirgsjägerbataillone 86 und 87, Gebirgssicherungsbataillon 88
Die Bataillone wurden 1992/1993 aufgelöst.

#### Gebirgsfeldjägerkompanie 8
Die Kompanie wurde 1957 in Mittenwald aufgestellt. Jeweils ein Zug/Feldjägerdienstkommando wurde 1958 nach Füssen und 1959 nach Bad Reichenhall verlegt. 1972 wurde die Kompanie teilgekadert und bestand nur noch aus einem Dienstkommando in Mittenwald.

#### Gebirgsfernmeldelehrkompanie 8
2004 wurde die Kompanie aufgelöst.

#### Gebirgsheeresfliegerstaffel 8
Die Auflösung erfolgte 1994.

#### Gebirgsmusikkorps 8
Das Musikkorps wurde dem Wehrbereichskommando IV unterstellt.

### Auslandseinsätze
Ab 1993 waren Truppenteile der Division in Somalia, Mazedonien, Albanien, im Kosovo und in Bosnien im Einsatz.

## Kommandeure
| Nr. | Name                                | Beginn der Berufung | Ende der Berufung  |
| --- | ----------------------------------- | ------------------- | ------------------ |
| 15  | Generalmajor Kersten Lahl           | 2000                | 30. September 2001 |
| 14  | Generalmajor Dieter Henninger       | 1. April 1998       | 2000               |
| 13  | Generalmajor Rainer Jung            | 1. April 1995       | 31. März 1998      |
| 12  | Generalmajor Franz Werner           | 1. April 1990       | 31. März 1995      |
| 11  | Generalmajor Jürgen Schlüter        | 1. April 1986       | 31. März 1990      |
| 10  | Generalmajor Horst Netzler          | 1. April 1983       | 31. März 1986      |
| 9   | Generalmajor Eberhard Hackensellner | 1. Oktober 1980     | 31. März 1983      |
| 8   | Generalmajor Michael Greipl         | 1. Oktober 1975     | 30. September 1980 |
| 7   | Generalmajor Ernst Metz             | 1. Januar 1972      | 30. September 1975 |
| 6   | Generalmajor Rainer Schwartz        | 1. April 1971       | 31. Dezember 1971  |
| 5   | Generalmajor Joachim Horbach        | 1. Oktober 1967     | 31. März 1971      |
| 4   | Generalmajor Karl Wilhelm Thilo     | 16. April 1965      | 30. September 1967 |
| 3   | Generalmajor Karl-Heinz Wirsing     | 1. Oktober 1962     | 15. April 1965     |
| 2   | Generalmajor Georg Gartmayr         | 1. Oktober 1959     | 30. September 1962 |
| 1   | Brigadegeneral Hans Buchner         | 14. November 1956   | 30. September 1959 |